# 波峰

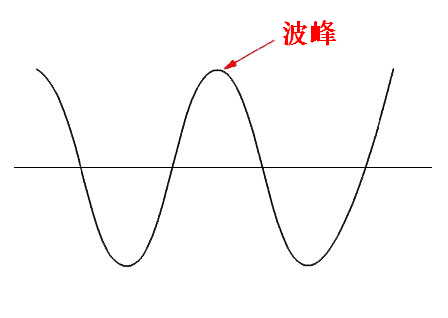
橫波中的波峰示意圖

波峰（英語：Wave crest）是指波在一個波長的範圍內，波幅的最大值，與之相對的最小值則被稱為波谷。橫波突起的最高點稱為波峰，陷下的最低點稱為波谷。縱波最密集的部分稱為波峰，最稀疏的部分稱為波谷。

## 参阅
- 机械波
- 波谷
- 干涉